# Microsoft Office 2000
Microsoft Office 2000 (numero di versione 9.0) è una suite della famiglia Microsoft Office distribuita da Microsoft per Microsoft Windows. Questa suite è il successore di Microsoft Office 97 ed il predecessore di Microsoft Office XP. Office 2000 è stata la terzultima edizione a integrare gli Assistenti di Office e l'ultima senza l'attivazione del prodotto. La suite è stata messa in commercio il 7 giugno 1999.

## Panoramica
Microsoft Office 2000 è stato messo in commercio il 7 giugno 1999. Come per tante altre versioni, per Office 2000 sono stati resi disponibili 3 Service Pack. Il supporto "Mainstream" si è concluso il 30 giugno 2004, mentre la fase di supporto esteso è terminata il 14 luglio 2009. La suite più completa di Office 2000 è Office 2000 Developer.

## Edizioni
| Applicazione | Std | SB | Pro | Prm | Dev |
| ------------ | --- | -- | --- | --- | --- |
| Word         | Sì  | Sì | Sì  | Sì  | Sì  |
| Excel        | Sì  | Sì | Sì  | Sì  | Sì  |
| Outlook      | Sì  | Sì | Sì  | Sì  | Sì  |
| PowerPoint   | Sì  | No | Sì  | Sì  | Sì  |
| Publisher    | No  | Sì | Sì  | Sì  | Sì  |
| Access       | No  | No | Sì  | Sì  | Sì  |
| FrontPage    | No  | No | No  | Sì  | Sì  |
| PhotoDraw    | No  | No | No  | Sì  | Sì  |
| VBA          | No  | No | No  | No  | Sì  |
| MGC          | No  | Sì | Sì  | Sì  | Sì  |